# Harley Rouda

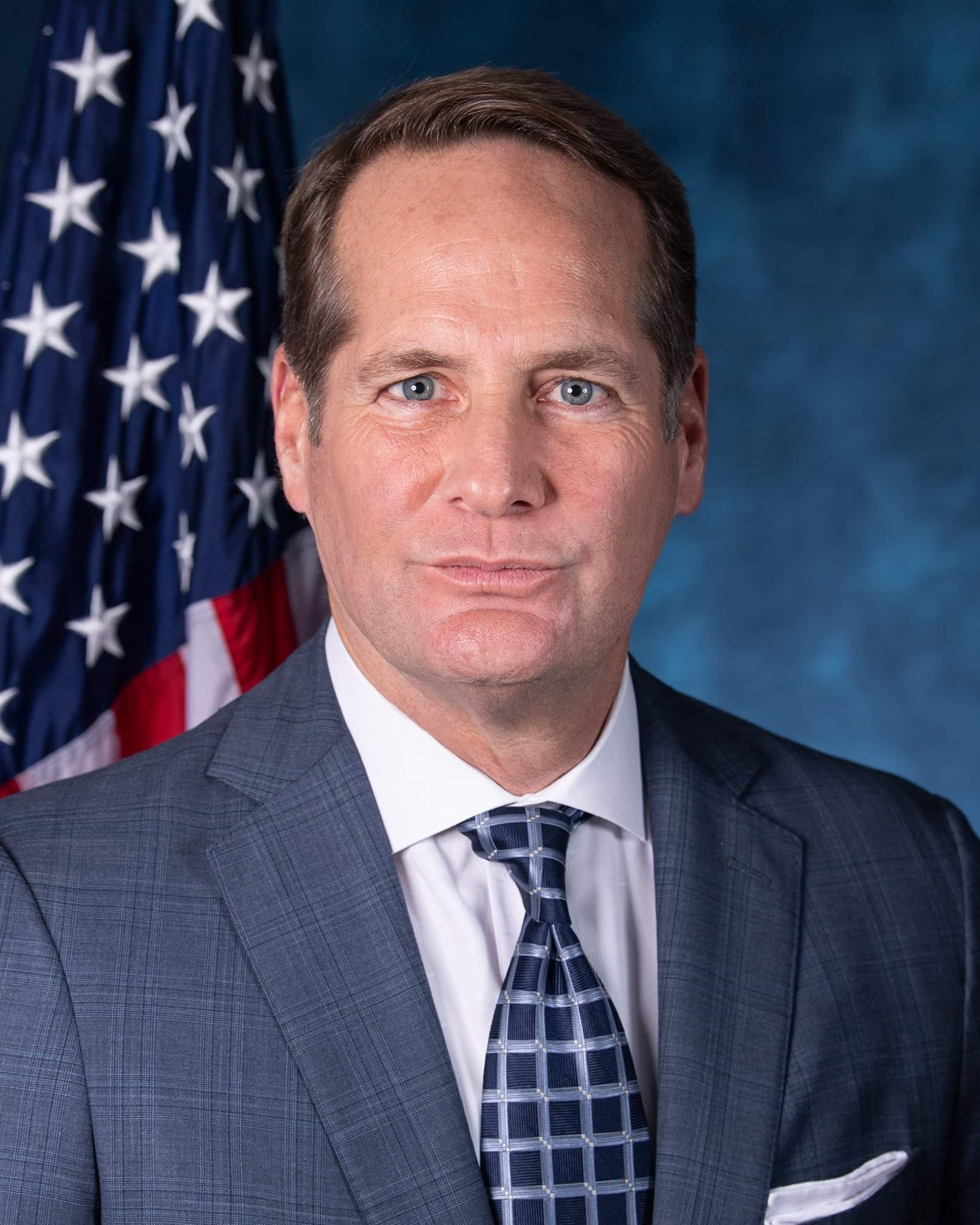
Harley Rouda (2019)

Harley Edwin Rouda Jr. (* 10. Dezember 1961 in Columbus, Ohio) ist ein US-amerikanischer Politiker der Demokratischen Partei. Er wurde als Abgeordneter für den 48. Wahlbezirk in Kalifornien in das Repräsentantenhaus der Vereinigten Staaten gewählt, unterlag jedoch der republikanischen Gegenkandidatin Michelle Steel bei der Wahl im November 2020.

## Leben
Rouda stammt ursprünglich aus Columbus in Ohio, wo er gemeinsam mit drei älteren Geschwistern aufwuchs. Nachdem er an der University of Kentucky seinen Bachelor of Science machte, wechselte er an die Ohio State University und graduierte dort mit dem Master of Business Administration. Später interessierte er sich für Rechtswissenschaften und promovierte an der Capital University Law School in Columbus zum Juris Doctor. Danach war Rouda beruflich als Jurist tätig und spezialisierte sich auf Wirtschaftsrecht. Zusätzlich engagierte er sich im Rahmen seines Arbeitgebers für soziale Projekte gegen Obdachlosigkeit. 1990 zog er mit seiner Familie nach Kalifornien.
Zunächst als Republikaner registriert, wechselte Rouda 1997 zu den Demokraten, da er sich mit dem zunehmenden Rechtsruck der Partei nicht mehr identifizieren konnte. Am 2. März 2017 reichte er seine Bewerbung für ein Mandat im US-Repräsentantenhaus für den 48. Kongresswahlbezirk Kaliforniens ein. Dieser Wahlkreis umfasst den Küstenabschnitt vom Orange County im Süden des Bundesstaats. Bei der Vorwahl im Juni 2018 setzte er sich gegen mehrere innerparteiliche Mitbewerber durch und konnte somit bei der Hauptwahl gegen den langjährigen Mandatsinhaber der Republikaner, Dana Rohrabacher, antreten. Die Wahl am 6. November 2018 gewann Rouda mit 53,4 % der Stimmen. Für Rohrabacher votierten 46,6 %. Roudas Sieg fand im Rahmen der Midterm-Wahlen statt, bei denen die Republikaner ihre Mehrheit im Repräsentantenhaus einbüßten. Insbesondere im lange republikanisch geprägten Orange County konnten die Demokraten durch die Erschließung neuer Wähler in den Vorstädten, insbesondere Frauen, punkten. Auch in den benachbarten Wahlkreisen waren demokratische Bewerber erfolgreich, sodass Orange County erstmals nur von Abgeordneten der Demokraten vertreten sein wird. In seinem Wahlkampf kritisierte Rouda vor allem die Steuerpolitik der Regierung von Präsident Trump und warf Rohrabacher zu große Parteilichkeit im Kongress vor, was den politischen Betrieb lähme. Außerdem forderte er umfassende Maßnahmen zur Bekämpfung des Klimawandels und die Förderung von erneuerbarer Energien. Finanzielle Unterstützung im Wahlkampf bekam er von dem Milliardär und früheren New Yorker Bürgermeister Michael Bloomberg. Sein Amt trat Rouda mit der Konstituierung des neuen Kongresses am 3. Januar 2019 offiziell an.
Rouda trat bei der Wahl zum Repräsentantenhaus 2020 erneut an, wurde jedoch von Michelle Steel, der republikanischen Gegenkandidatin, besiegt. Steel konnte 51,1 % der Stimmen auf sich vereinigen während Rouda 48,8 % erhielt. Seine Amtszeit endete am 3. Januar 2021. Rouda deutete an, bei der nächsten Kongresswahl 2022 erneut antreten zu wollen.
Harley Rouda ist seit 1990 mit seiner Frau Kaira verheiratet. Das Paar hat vier Kinder.